# Dempo
Dempo (indonez. Gunung Dempo) – czynny wulkan na wyspie Sumatra w Indonezji, w górach Barisan, w pobliżu miasta Pagar Alam. Zaliczany do stratowulkanów.
Wysokość 3142 m n.p.m. (według innych źródeł 3173 m). Posiada 7 kraterów, w największym jezioro o średnicy ok. 400 m.
Erupcje notowane od 1817 r.; ostatnia w 2017 r.